# バイリン左旗
バイリン左旗（バイリンさき、モンゴル語：ᠪᠠᠭᠠᠷᠢᠨ
ᠵᠡᠭᠦᠨ
ᠬᠣᠰᠢᠭᠤ　転写：Baɣarin Jegün qosiɣu）は、中華人民共和国内モンゴル自治区赤峰市に位置する旗。地方政府は林東鎮にある。

## 歴史
遼の時代、当地には首都である上京臨潢府が置かれた。当時の遺跡（遼上京遺跡）は全国重点文物保護単位に指定されている。

## 行政区画
7バルガス（鎮）、2ソム（蘇木）、2郷を管轄
- バルガス（鎮）
  - 林東鎮
  - 隆昌鎮
  - アラブ・ゴラブ・オボー・バルガス（十三敖包鎮）
  - ビルータエ・バルガス（碧流台鎮）
  - 富河鎮
  - バインオール・バルガス（白音勿拉鎮）
  - ハラハド・バルガス（哈拉哈達鎮）
- ソム（蘇木）
  - チャガーンハド・ソム（査干哈達蘇木）
  - オラーンダバー・ソム（烏蘭達壩蘇木）
- 郷
  - 三山郷
  - フアジャルガ・シャン（花加拉嘎郷）